# Futbolniy Klub Torpedo-ZIL
FC Torpedo-ZIL Moscow foi um clube de futebol de Moscou, capital da Rússia.
Apesar do nome, este Torpedo não deve ser confundido com o clube homônimo que fora renomeado "Torpedo-Metallurg" e que foi o embrião do FC Moscow. Foi fundado em 2003, e foi renomeado Torpedo-RG até 2009, quando voltou a ter o nome antigo.
Mandava seus jogos no Oktyabr Stadium, em Moscou. Suas cores são branco, verde e preto.
O ex-jogador da Rússia e do Manchester United, Andrey Kanchelskis, chegou a treinar a equipe em 2010.
Com a exclusão do Saturn da Primeira Divisão russa em 2011 e sua vaga herdada pelo Krasnodar, o Torpedo-ZIL pleiteou a lacuna deixada pelos Touros, mas o Fakel Voronezh herdou a vaga na Segunda Divisão. Desagradado, o proprietário do Torpedo, Alexander Mamut, decidiu encerrar as atividades da equipe.